# Malcocinado

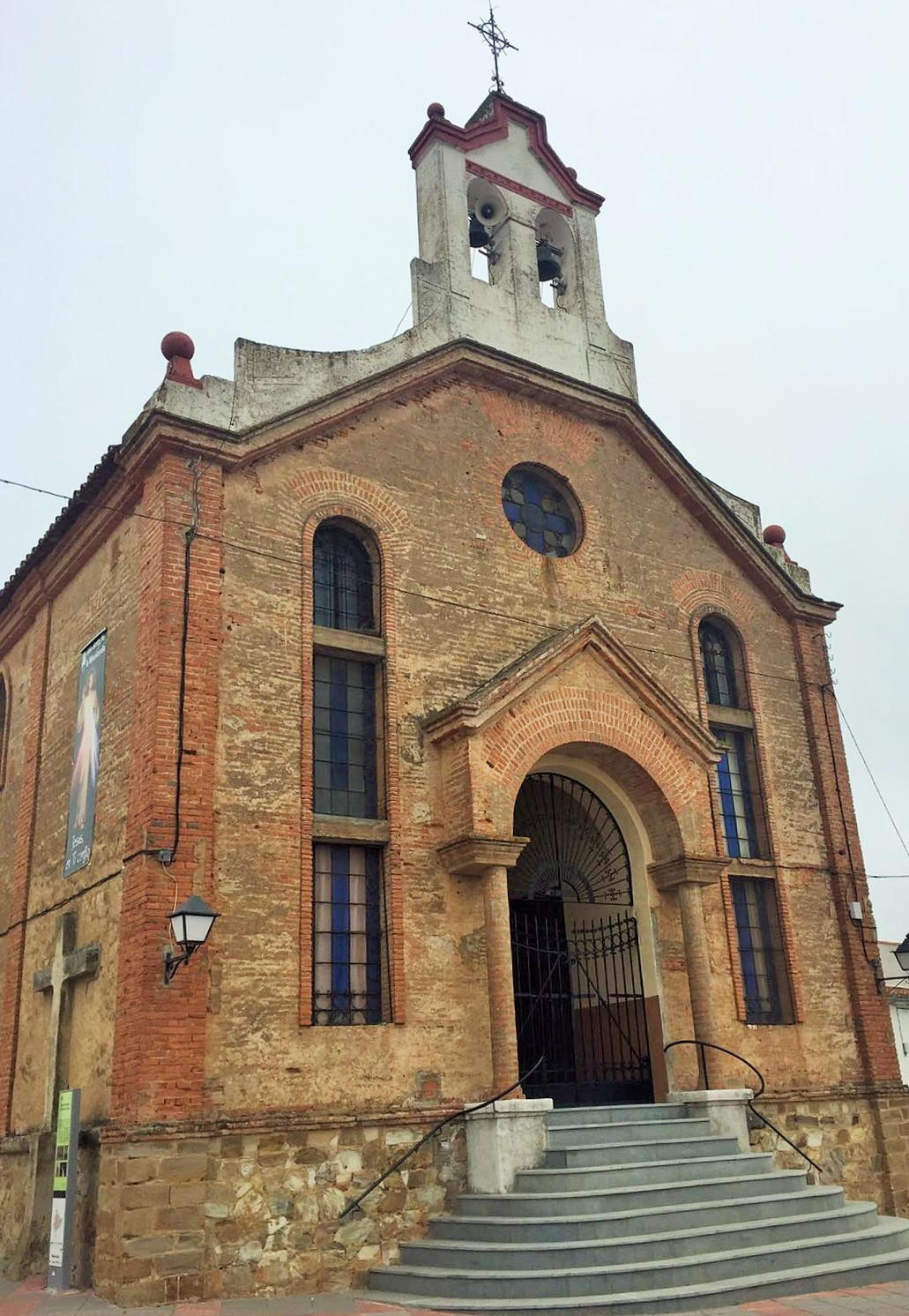
Iglesia parroquial de San Antonio de Padua.

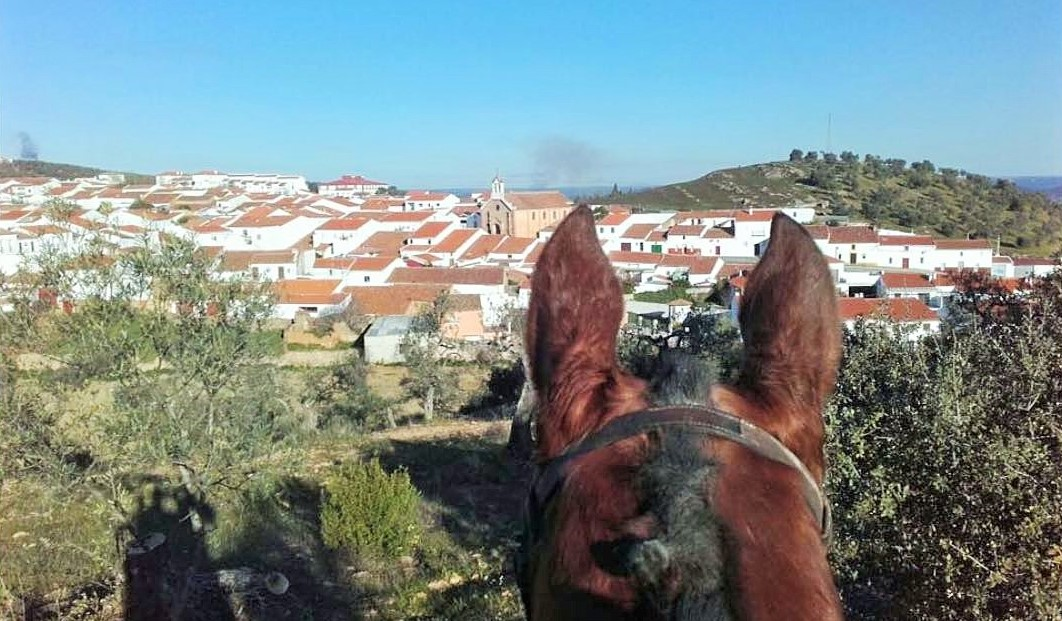
Vista panorámica sobre las orejas de un burro.

Malcocinado es un municipio español, perteneciente a la provincia de Badajoz (comunidad autónoma de Extremadura).

## Situación
Se encuentra situado al sureste de la provincia de Badajoz, en las estribaciones de Sierra Morena. Pertenece a la comarca de Campiña Sur y al partido judicial de Llerena. Es el municipio más meridional de la  Campiña Sur y está prácticamente enclavado en la provincia de Sevilla, tanto es así que hasta mediados del siglo XIX fue aldea independiente de  Guadalcanal.

## Raíz etimológica de "Malcocinado"
El origen del nombre del pueblo no está demasiado claro, existiendo varias suposiciones en su investigación con leyendas al respecto. Una de ellas, relata la existencia de una posada de bandoleros situada en la que hoy en día es la Calle del Berro, y que era frecuentemente visitada por alguien llamado "Marcos Cinado", de ahí derivaría fonéticamente el apelativo de "Malcocinado". Se sabe de la existencia de otro insurgente republicano que ejercía por las comarcas como  libertario bandolero, Juan Manuel García Martínez, apodado el "Chato de Malcocinado", un vecino de esta villa prófugo de la cárcel de Azuaga en 1940.
Por otro lado, y según otra de las leyendas, ese mismo nombre: Marcos Cinado, se atribuye también a un cacique supuestamente fundador del pueblo, al que debería su nombre. Ambas versiones pueden tener algo de cierto, ya que antes de 1936, en los carteles señalizadores del pueblo, se leía: "Marcocinado" (aunque también es lógico que fuera una simple errata en su escritura).
Otra hipótesis que se baraja del nombre de la localidad, hace referencia histórica a la época romana. En concreto al nombre que bien pudiera recibir de una calzada romana que uniera desde estas tierras "Valdelacalzada", "Calzadilla de los Barros" "Puebla de la Calzada" (teniendo en cuenta que esta última, dista de Malcocinado unos 168 km), con dos trazados de vías: Una la que recorría Hispania desde el puerto lisboeta de Olisipo, y el otro, situado en dirección a Medina Sidonia, Vía Augusta, desde Gades (Cádiz), donde en la actualidad se puede ver. El tramo de Calzada Romana de Medina Sidonia es una interesante demostración de la importancia de esta villa llamada Asido Caesarina en esa época. Los romanos crearon en la península ibérica una red viaria impresionante, que conocemos gracias a 'mapas' como el itinerario Antonino o los miliarios. Marco Aurelio Antonino era el único heredero varón del político Marco Annio Vero y Domicia Lucila. Su madre procedía de una rica y poderosa familia de rango consular, mientras que el padre de Marco Aurelio procedía de una familia de colonos itálicos pertenecientes a una rama de la gens Annia, oriundos de Setia (ciudad del Lacio, en Italia),pero asentados en la provincia de Hispania Baética y más precisamente en Ucubi (actual Espejo, Córdoba); su padre, habiendo entrado en el Senado romano, había ostentado el cargo de pretor y había muerto cuando su hijo tenía tres años de edad. 
Es por ello, que se baraja la posibilidad de que su hijo el emperador le otorgara a esta vía romana el nombre a través de algún miliario, como "Vía de Marco Senador" , de ahí en su desglose etimológico haya derivado a nuestros días como "Malcocinado". Viniendo de la descomposición: "Malco"= (Marco), "cinado"= (del lat. Senator/Senador)
Curiosamente, en este municipio gaditano de Medina Sidonia, existe un pequeño enclave llamado: San José de Malcocinado, pudiendo ser fundado por el marqués de Negrón que en 1.926 compraba la villa de San José de Malcocinado al Estado Español. Tal vez fundara a posteriori el Malcocinado extremeño. Con una advocación en sus templos a la Virgen de la Purísima Concepción, idéntica a esta última, antes de que pasara a la titularidad de San Antonio de Padua.
Y la última de las hipótesis del nombre, radica en su parroquia, aneja a la de Santa María la Mayor de Guadalcanal, Obispado y Priorato de San Marcos de León. Es decir, que ha podido derivar el nombre de "Malcocinado" de la siguiente raíz: "Malco"=  (Marcos) , "cinado"= "cinato" (derivación alterada en el tiempo de Priorato).

## Historia
El municipio surgió a partir de unas viviendas de pastores de la vecina villa de Guadalcanal, encuadrada entonces en Badajoz
A la caída del Antiguo Régimen la localidad se constituye en municipio constitucional en la región de Extremadura. Desde 1834 quedó integrado en el partido judicial de Llerena. En el censo de 1842 se denominaba Villanueva de la Victoria. Se segrega del municipio de Guadalcanal en la provincia de Sevilla y transferido a esta provincia por Real Orden de 12 de abril de 1842. En el censo de 1857 contaba con 208 hogares y 886 vecinos.
Al hacerse la división provincial, se «iniciaron los trámites para pedir la separación de Guadalcanal, la solicitud se hizo con el nombre de "Aldeanueva de la Victoria". En la edición de 1.850 del «Diccionario Enciclopédico Español » de Gaspar y Roig editores, bajo la acepción Malcocinado, en una de sus líneas, y tras explicar todo lo relativo a su separación de Guadalcanal, dice: ‘a la hora de redactar estas líneas, el Independiente de Badajoz, no ha resuelto aún los trámites para cambiar el nombre por el de Aldeanueva de la Victoria’. Por otro lado hemos visto que la instancia se refiere a la «Aldea de Malcocinado», de donde deducimos que al menos oficialmente el nombre nunca ha cambiado. Si a todo lo dicho añadimos que en la edición de 1.855 de la enciclopedia citada, se recoge el término «Malcocinado», sin hacer ninguna referencia al otro nombre ni a los trámites para cambiarlo, podemos concluir que ya fuera por un error en la solicitud o porque la persona encargada no resolvió nada sobre este asunto, el caso es que jamás se consiguió el cambio de nombre. Con toda probabilidad, la petición del cambio de nombre del municipio sería reclamado por grupos de insurgentes de la primera Guerra Carlista de 1.833, donde casi todos los pueblos de estas comarcas, incluido Malcocinado, fueron reducidos por la contienda bélica, y quedando en fracasado intento en cuanto al cambio de titularidad del municipio, por el de Villanueva de la Victoria, que tal vez, hubieran ofrecido cierta resistencia que tratarían de significar.

## Demografía
Malcocinado cuenta con una población de 346 habitantes (INE 2024).
| Gráfica de evolución demográfica de Malcocinado entre 1857 y 2021 |
| |
| Población de derecho según los censos de población del INE. Población de hecho según los censos de población del INE.En este censo se denominaba Villanueva de la Victoria: 1842. Entre el censo de 1842 y el anterior, aparece este municipio porque se segrega del municipio Guadalcanal (Sevilla) y transferido a esta provincia por R.O. de 12 de abril de 1842. |

## Patrimonio

### Iglesia parroquial de San Antonio de Padua
Iglesia parroquial católica bajo la advocación de San Antonio de Padua, en la archidiócesis de Mérida-Badajoz. El estilo corresponde a la arquitectura tardía del siglo XVIII si bien las modificaciones llevadas a cabo en el templo dificultan adjudicarle un estilo concreto. El templo tiene una única nave con cuatro tramos. Están separados por arcos de ladrillo. Estos tramos están cubiertos mediante  bóvedas de arista.
Los primeros datos que se tienen de esta iglesia proceden de la iglesia parroquial de Santa María la Mayor de  Guadalcanal puesto que, al pertenecer Malcocinado a este pueblo, la iglesia de San Antonio de Padua era aneja a la anterior perteneciente al Obispado y Priorato de San Marcos de León. La iglesia de Malcocinado se llamó durante el siglo XIX, hasta el año 1862, «Iglesia Parroquial de la Purísima Concepción».

### Parajes y restos etnográficos
También tiene importantes parajes como el del río Sotillo. En las proximidades aún se pueden observar zonas de regadío de una gran antigüedad. También hay restos de un lavadero antiguo, dos norias y un molino de aceite, todos ellos de gran interés etnográfico. También son dignos de visita y mención la «Fuente de la Machacona», cuyo afloramiento de aguas está por debajo del suelo, y también el llamado «pilar Grande» que tiene un gran abrevadero adjunto.

## Personas destacadas
Fue cuna de Valentín González González "El Campesino" (1909-1983), famoso militar de la guerra civil española.